# Nicola Manuppelli
Nicola Manuppelli (Vizzolo Predabissi, 1977) è uno scrittore, traduttore e curatore editoriale italiano.

## Biografia
Nato a Vizzolo Predabissi nel 1977, Nicola Manuppelli è attivo come scrittore, traduttore e curatore. Si dedica in particolare alla scoperta e alla diffusione in Italia di autori americani e irlandesi, tra cui Andre Dubus, Charles Baxter, Jane Urquhart, Roger Rosenblatt, A.B. Guthrie, Sara Taylor, Gina Berriault e Don Robertson.
Ha collaborato con diverse case editrici, tra cui Mattioli 1885, Minimum Fax, Nutrimenti e Aliberti Editore. Suoi articoli e saggi sono apparsi su testate come Chicago Quarterly, Numéro, D di Repubblica, Satisfiction, Il Primo Amore e IBS Café. Diversi suoi racconti sono stati inclusi in antologie sia in Italia che negli Stati Uniti. 
Nel 2014 ha pubblicato il romanzo Bowling con Barney Edizioni e la biografia della scrittrice Alice Munro intitolata La fessura (Barbera Editore). Nel 2016 è uscito il suo romanzo noir Merenda da Hadelman (Aliberti Editore), seguito nel 2017 dalla raccolta di poesie Quello che dice una cameriera (Miraggi Edizioni). 
Dal 2016 conduce con Claudio Marinaccio il programma radiofonico "I fuorilegge", da cui è nata anche un'omonima collana di letteratura americana e italiana. È inoltre il biografo ufficiale dello scrittore americano Chuck Kinder, al quale dedica il libro "Domani è un posto enorme", uscito nel 2021.   Del 2023 è invece il libro "Due Donne", scritto assieme a Pasquale Panella, nel quale viene raccontata la lavorazione del celebre film di Vittorio De Sica "La Ciociara". 

## Opere
- Gli amori sono storie (romanzo, Alet Edizioni, 2012)
- Bowling (romanzo, Barney Edizioni, 2014)
- La fessura. Alice Munro: una biografia (biografia, Barbera Editore, 2014)
- Merenda da Hadelman (romanzo, Aliberti Editore, 2016)
- Quello che dice una cameriera (raccolta di poesie, Miraggi Edizioni, 2017)
- Roma (Miraggi edizioni, 2018) [6]
- A Roma con Alberto Sordi (Giulio Perrone editore, 2020) [7]
- A Roma con Nino Manfredi (Giulio Perrone editore, 2021) [8]
- Domani è un posto enorme. Un’amicizia con Chuck Kinder (Jimenez, 2021)
- Due donne, Racconti dentro e fuori dal set di «La ciociara» di Vittorio De Sica (con Pasquale Panella) (Tempesta editore, 2023) [5]

## Programmi radiofonici
- I fuorilegge (con Claudio Marinaccio, dal 2016) [9]